# Воля-Корінецька

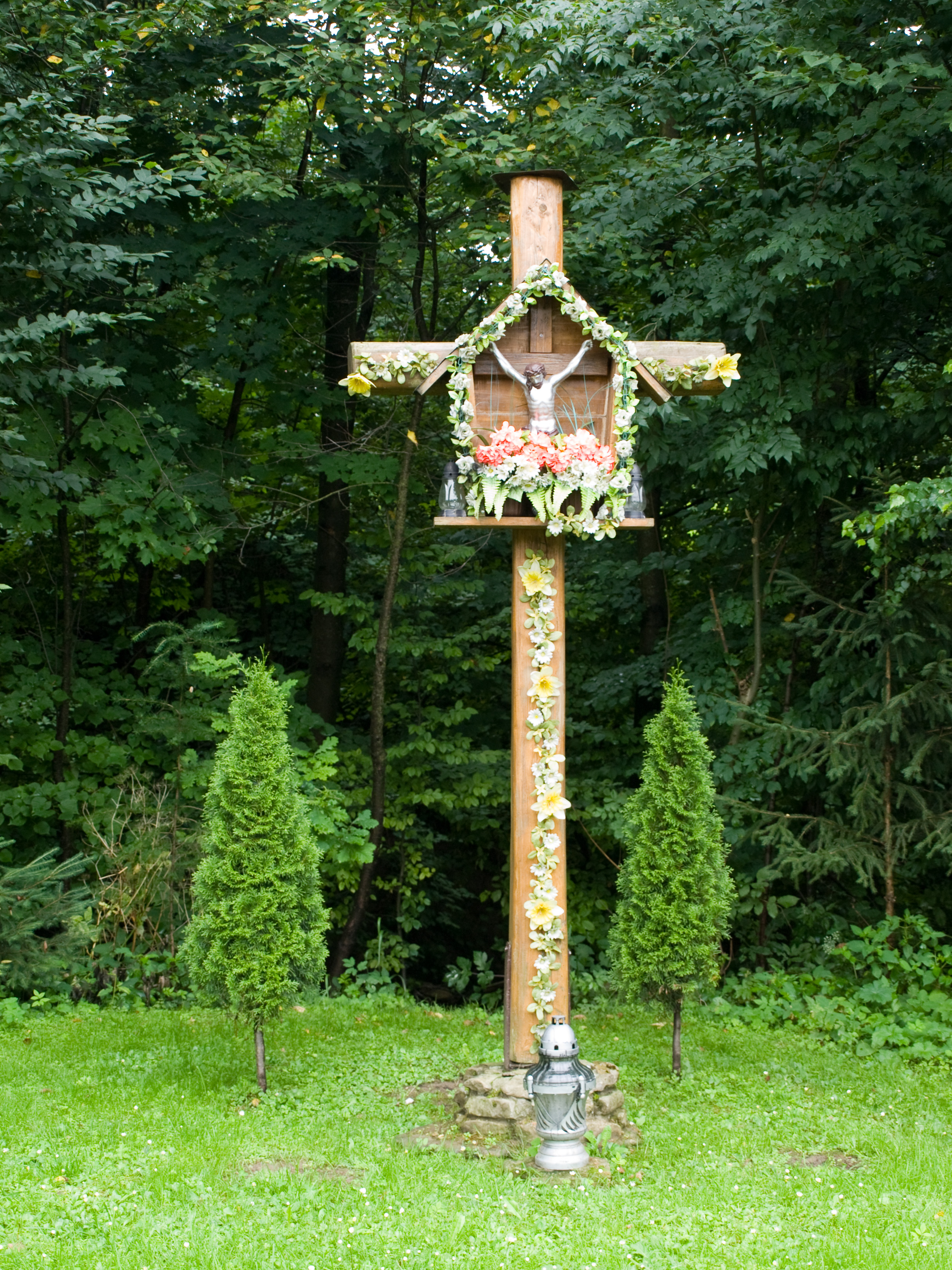
Хрест. Воля-Корінецька

Воля-Корінецька (пол. Wola Korzeniecka) — село в Польщі, у гміні Бірча Перемишльського повіту Підкарпатського воєводства.
Населення — 192 особи (2011).

## Географія
Село розташоване на відстані 2 кілометри на північний схід від центру гміни села Бірчі, 22 кілометри на південний захід від центру повіту міста Перемишля і 52 кілометри на південний схід від столиці воєводства — міста Ряшева.

## Історія
В XI-XIII століттях на цих землях існувало Перемишльське руське князівство зі столицею в Перемишлі, яке входило до складу Галицького князівства, а пізніше Галицько-Волинського князівства.
Після захоплення цих земель Польщею територія в 1340–1772 роках входила до складу Перемишльської землі Руського воєводства Королівства Польського.
Село вперше згадується в 1552 році.
В 1772 році внаслідок першого поділу Польщі Воля-Корінецька відійшла до імперії Габсбургів.
Після розпаду Австро-Угорщини і утворення Другої Речі Посполитої це українське село Надсяння, як й інші етнічні українські території (Лемківщина, Підляшшя, Сокальщина, Равщина і Холмщина), опинилося по польському боці розмежування, що було закріплено в Ризькому мирному договорі 1921 року. Село входило до ґміни Бірча Добромильського повіту Львівського воєводства. На 1.01.1939 в селі було 740 жителів, з них 550 українців, 185 поляків і 5 євреїв
Після нападу 1 вересня 1939 року Третього Рейху на Польщу й початку Другої світової війни та вторгнення СРСР до Польщі 17 вересня 1939 року Воля-Корінецька, що знаходиться на правому, східному березі Сяну, разом з іншими навколишніми селами відійшла до СРСР і ввійшла до складу Бірчанського району (районний центр — Бірча) утвореної 27 листопада 1939 року Дрогобицької області УРСР (обласний центр — місто Дрогобич).
З початком німецько-радянської війни село вже в перший тиждень було зайняте військами вермахту.
В кінці липня 1944 року село було зайняте Червоною Армією.
13 серпня розпочато мобілізацію українського населення Дрогобицької області до Червоної Армії (облвоєнком — підполковник Карличев).
В березні 1945 року Воля-Корінецька, як і весь Бірчанський район з районним центром Бірча, Ліськівський район з районним центром Лісько та західна частина Перемишльського району включно з містом Перемишль зі складу Дрогобицької області передано Польщі.
Москва підписала й 16 серпня 1945 року опублікувала офіційно договір з Польщею про встановлення по лінії Керзона українсько-польського кордону та, незважаючи на бажання українців залишитись на рідній землі, про передбачене «добровільне» виселення приблизно одного мільйона українців з «Закерзоння», тобто Підляшшя, Холмщини, Надсяння і Лемківщини.,
Розпочалося виселення українців з рідної землі. Проводячи депортацію, уряд Польщі, як і уряд СРСР, керувалися Угодою між цими державами, підписаною в Любліні 9 вересня 1944 року, але, незважаючи на текст угоди, у якому наголошувалось, що «Евакуації підлягають лише ті з перелічених (…) осіб, які виявили своє бажання евакуюватися і щодо прийняття яких є згода Уряду Української РСР і Польського Комітету Національного Визволення. Евакуація є добровільною і тому примус не може бути застосований ні прямо, ні посередньо. Бажання евакуйованих може бути висловлено як усно, так і подано на письмі.», виселення було примусовим і з застосуванням військових підрозділів.
Українське населення села, якому вдалося уникнути депортації до СРСР, попало в 1947 році під етнічну чистка під час проведення Операції «Вісла» і було виселено на ті території у західній та північній частині польської держави, що до 1945 належали Німеччині.
У 1975-1998 роках село належало до Перемишльського воєводства.

## Населення
Демографічна структура станом на 31 березня 2011 року:
|          | Загалом | Допрацездатний вік | Працездатний вік | Постпрацездатний вік |
| -------- | ------- | ------------------ | ---------------- | -------------------- |
| Чоловіки | 105     | 25                 | 66               | 14                   |
| Жінки    | 87      | 16                 | 47               | 24                   |
| Разом    | 192     | 41                 | 113              | 38                   |

- 1785 — 133 греко-католики, 49 римо-католик
- 1840 — 252 греко-католиків (відсутні дані про вірних інших конфесій)
- 1859 — 230 греко-католиків
- 1879 — 309 греко-католиків
- 1899 — 449 греко-католиків
- 1926 — 549 греко-католиків
- 1938 — 504 греко-католики
- 2006 — 209 осіб